# Nová Ves (Nasavrky)
Nová Ves je malá vesnice, část města Nasavrky v okrese Chrudim. Nachází se asi 2,5 km na jihovýchod od Nasavrk. Prochází zde silnice I/37. V roce 2009 zde bylo evidováno 41 adres. V roce 2001 zde trvale žilo 74 obyvatel.
Nová Ves leží v katastrálním území Nasavrky o výměře 5,63 km2.